# United States Southern Command
Le United States Southern Command ou SOUTHCOM (en français, « commandement Sud des États-Unis ») est l'un des onze Unified Combatant Command dépendant du département de la Défense des États-Unis (DoD). Il a été créé en 1947.
Le United States Southern Command est responsable de toutes les actions militaires des États-Unis en Amérique centrale, Amérique du Sud et les Caraïbes.
Son quartier général se trouve à Miami (Floride), mais il a aussi des sites à Fort Buchanan, à San Juan (Porto Rico), et à Fort Bravo à Soto Cano (Honduras). De plus, il possède des sites avancés (Forward Operating Locations ou FOLs) à Comalapa (Salvador), Manta (Équateur) et sur les îles néerlandaises d’Aruba et de Curaçao. Ses principales bases jusqu'en 1999 se situaient dans la zone du canal de Panama.
Le SOUTHCOM est un commandement unifié composé de l'US Army, l'US Navy, l'US Air Force, et de l'US Marine Corps. Depuis 2007, il se transforme en organisation inter-agences pour appuyer l'ensemble de l'administration américaine.

## Lutte contre le trafic de stupéfiants
Pour un article plus général, voir War on Drugs.

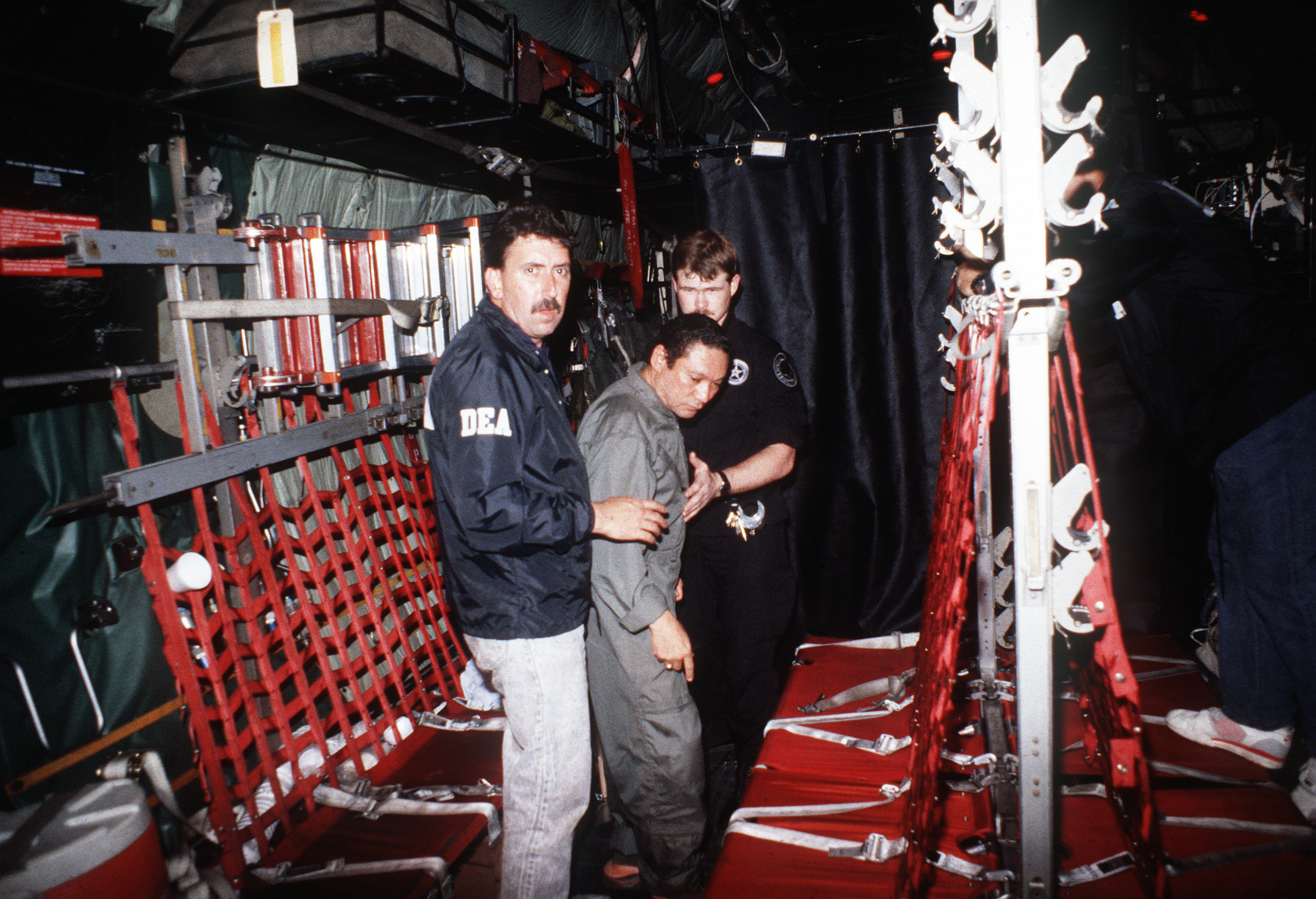
Manuel Noriega inculpé pour trafic de drogue amené aux États-Unis dans un avion MC-130E Combat Talon I de l’USAF par des agents de la DEA en 1990 après l'Invasion du Panama par les États-Unis.

Dans les opérations de répression du trafic de stupéfiants venant d'Amérique Latine, le SOUTHCOM exerce, à travers le Joint InterAgency Task Force-South, une surveillance sur les routes aériennes et maritimes menant aux États-Unis et à d’autres pays. Il fournit un soutien logistique aux autres organisations US, telles que la Drug Enforcement Administration, le département de la Justice et l'Immigration and Customs Enforcement.
Pour cette raison, il perçoit environ 1 % du budget fédéral contre la drogue (17,8 milliards de dollars en 2000) [réf. nécessaire].

## Organisation
Le SOUTHCOM est composé des commandements suivants:
- United States Army South (FORSCOM) de l'United States Army
- Air Forces Southern (12AF - AFSOUTH) de l'United States Air Force
- United States Naval Forces Southern Command (USNAVSO) de l'United States Navy composé, depuis 2008, de la 4e flotte des États-Unis
- United States Marine Corps Forces, South (en) (USMARFORSOUTH) de l'United States Marine Corps
- Special Operations Command South (en) (SOCSOUTH) des Special Forces
- Joint Task Force Bravo (en)
- Joint Task Force Guantanamo (en)
- Joint InterAgency Task Force-South